# Nannolene violacea
Nannolene violacea är en mångfotingart som beskrevs av Loomis 1938. Nannolene violacea ingår i släktet Nannolene och familjen Cambalidae. Inga underarter finns listade i Catalogue of Life.